# Hatting (Tyrol)
Hatting – gmina w Austrii, w kraju związkowym Tyrol, w powiecie Innsbruck-Land. Liczy 1365 mieszkańców (1 stycznia 2015). Burmistrzem Hatting jest Dietmar Schöpf.